# Gorenja vas (Trebnje, Slovenija)
Gorenja vas je naselje u slovenskoj Općini Trebnju. Gorenja vas se nalazi u pokrajini Dolenjskoj i statističkoj regiji Jugoistočnoj Sloveniji. 

## Stanovništvo
Prema popisu stanovništva iz 2002. godine naselje je imalo 0 stanovnika.